# ذهن آگاه
ذهن آگاه: در جستجوی یک نظریه بنیادی (به انگلیسی: The Conscious Mind: In Search of a Fundamental Theory) اولین کتاب دیوید چالمرز، فیلسوف استرالیایی متخصص در فلسفه ذهن است، که در سال ۱۹۹۶ منتشر شد. اگرچه این کتاب بسیار تأثیرگذار بوده‌است، اما خود چالمرز معتقد است که «به‌دور از کمال» است، زیرا بیش‌تر مطالب آن بخشی از پایان‌نامه دکترای او بوده و پس از «فقط چهار سال تحصیل در فلسفه» نوشته شده‌است.

## خلاصه

### پایان‌نامه
چالمرز در ذهن آگاه استدلال می‌کند که: ۱) امر فیزیکی امر واقعی را تمام نمی‌کند، بنابراین ماتریالیسم نادرست است، ۲) آگاهی یک واقعیت اساسی طبیعت است، ۳) علم و فلسفه باید در جهت کشف قانون بنیادین آگاهی تلاش کنند.

### تعاریف
- آگاهی روان‌شناختی: توصیف‌های قابل‌دست‌رس عموم از آگاهی، مانند همبستگی‌های عصبی شیمیایی، یا نقش آن در تأثیرگذاری بر رفتار.
- آگاهی پدیداری: تجربه؛ چیزی از نظر پدیدارشناختی آگاه است اگر احساس کند که چیزی هست.[نکته ۱]

هر حالت روانی را می‌توان با اصطلاحات روان‌شناختی، پدیدارشناختی یا هر دو توصیف کرد.

### توضیح بیش‌تر
آگاهی روان‌شناختی و پدیدار اغلب در هم آمیخته می‌شوند. متفکران ممکن است ادعا کنند که راز هشیاری را حل کرده‌اند (به معنای پدیدارشناختی) درحالی‌که تمام چیزی که آن‌ها کشف کرده‌اند جنبه‌های خاصی از آگاهی روان‌شناختی است. برای استفاده از کلمات چالمرز: آن‌ها ادعا می‌کنند که «مسئله دشوار خودآگاهی» را حل کرده‌اند، درحالی‌که تمام چیزی که آن‌ها کشف کرده‌اند «مشکلات آسان آگاهی» است.
چالمرز معتقد است که یک نظریه کافی از آگاهی، تنها با حل مشکلات سخت و آسان می‌تواند به‌دست آید. علاوه بر کشف حالات مغزی مرتبط با تجربه آگاهانه، علم باید کشف کند که چرا و چگونه برخی از حالات مغز با تجربه همراه هستند. این همان کاری است که چالمرز سعی در انجام آن در ذهن آگاه دارد.

### استدلال علیه تقلیل‌گرایی

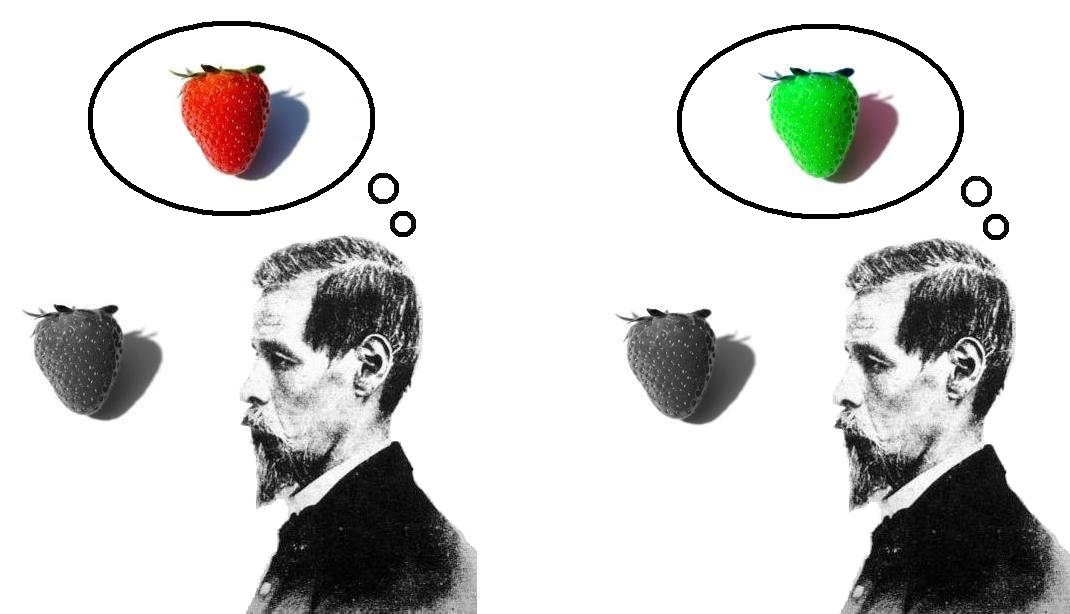
کیفیت معکوس

به گفته چالمرز، مشکل سخت دشوار است، زیرا تجربه آگاهانه به حقایق فیزیکی درجه پایین‌تر قابل‌تقلیل نیست. او این نتیجه را با سه خط استدلال اصلی که در زیر به اختصار آمده‌است، تأیید می‌کند.
1. توسل به تصورپذیری: چالمرز استدلال می‌کند که تجربه آگاهانه همیشه می‌تواند از تبیین‌های تقلیل‌کننده «انتزاع» شود. قابل‌تصور بودن و در نتیجه امکان منطقی زامبی‌های فلسفی (نمونه‌های دقیق شخصی که فاقد تجربه آگاهانه هستند) این امر را نشان می‌دهد.[۷][نکته ۴] از طرف دیگر، می‌توان تصور کرد که یک «زامبی جزئی» می‌تواند «از نظر فیزیکی یکسان» باشد، اما نه «یکسان پدیدارشناسانه» با دوقلوهای غیرزامبی آن‌ها (مثلاً می‌توانند یک طیف مرئی معکوس داشته باشند).
2. توسل به معرفت‌شناسی: برخلاف سایر اشکال دانش، دانش آگاهی را تنها می‌توان از طریق تجربه دست اول به‌دست‌آورد. مشکل ذهن‌های دیگر گواه این امر است.[۹] آزمایش فکری معروف فرانک جکسون، «اتاق مری»، نکته مشابهی را نشان می‌دهد. مری با دیدن رنگ قرمز، اطلاعات جدیدی به‌دست می‌آورد که صرفاً به‌دلیل واقعیات فیزیکی نبوده‌است.[۱۰][نکته ۵]
3. توسل به تحلیل: هیچ گزارش تقلیل رضایت‌بخشی از آگاهی وجود ندارد، و حتی مشخص نیست که چنین نظریه‌ای چگونه خواهد بود. همه این گزارش‌ها از یک معضل اصلی رنج می‌برند: ناتوانی در توضیح این‌که چرا برخی حالات مغز با تجربه آگاهانه همراه هستند.[۱۱]

نتیجه همه این استدلال‌ها یکسان است: آگاهی تنها به واقعیت‌های فیزیکی تقلیل‌ناپذیر است.

### علیه ماتریالیسم
تنها چیزهایی که به حقایق سطح پایین‌تر قابل تقلیل نیستند، قوانین بنیادی طبیعت هستند (مانند فضا و زمان). از آن‌جایی که آگاهی تقلیل‌ناپذیر است، چالمرز معتقد است که آن نیز بنیادی است.
چالمرز می‌پذیرد که مردم ممکن است تمایلی به پذیرش این نتیجه نداشته باشند، اما خاطرنشان می‌کند که مردم در ابتدا تمایلی به پذیرش ماهیت بنیادین الکترومغناطیس نیز نداشتند. او همچنین می‌پذیرد که نتیجه‌گیری‌اش سخت به‌نظر می‌رسد، اما خاطرنشان می‌کند که ماهیت بی‌رحمانه هشیاری رازی بیش از طبیعت بی‌رحم الکترومغناطیس، گرانش یا هر قانون بنیادین دیگر نیست.

### محدودیت‌ها
همان‌طور که دانشمندان گذشته به‌دنبال قوانین بنیادین گرانش و الکترومغناطیس بودند، دانشمندان امروز نیز باید به دنبال قوانین بنیادین آگاهی باشند؛ بنابراین، پس از ارائه سلب مسئولیت که «به احتمال زیاد او کاملاً اشتباه می‌کند»، چالمرز راه‌های ممکنی را ارائه می‌کند که در آن جستجو برای یک نظریه ممکن است محدود شود:
- قضاوت‌های پدیداری: یک نظریه آگاهی باید بتواند همایندگرایی را از بین ببرد؛[۱۵][نکته ۷] بدون توسل به تعامل‌گرایی (نظری که چالمرز آن را رد می‌کند).[۱۶]
- اصل دو وجهی: برخی از اطلاعات باید هم از نظر فیزیکی و هم از نظر پدیدارشناختی درک شوند (یعنی هم در ذهن و هم در مغز).[نکته ۸]
- انسجام ساختاری: ساختار درونی آگاهی (روابط ساختاری بین کیفیات زهنی، مانند قرمز/سبز آبی/زرد بینایی رنگ) باید در نظر گرفته شود.
- اصل تغییرناپذیری سازمانی: از طریق آزمایش‌های فکری کوالیاهای محو و رقص[۱۷][نکته ۹]. [نگاه کنید به: مطالعه بیشتر ] چالمرز نتیجه می‌گیرد که آگاهی و محتویات آن مستقل از بستر هستند. محاسبات هم شکل ساختاری باید تجربیات کیفی یکسانی را بدون توجه به نحوه تحقق آن‌ها ایجاد کنند.

به‌طور مشابهی، چالمرز تعدادی «سؤالات باز» را مطرح می‌کند که یک نظریه بنیادی باید به آن‌ها پاسخ دهد:
- چرا اطلاعات خاص به‌جای کیفیت‌های معادل عملکردی، با کیفیت خاصی مطابقت دارد؟
- روابط بین بازنمایی‌های فضایی در ذهن و ساختار خود فضا چیست؟
- ساختارهای دستگاه حسی و عصبی ما چگونه بر ساختار آگاهی تأثیر می‌گذارد؟
- چه چیزی باعث وحدت آگاهی می‌شود؟
- چرا برخی از اطلاعات در تجربه محقق می‌شوند درحالی‌که برخی دیگر محقق نمی‌شوند.

رقبای خوب برای یک نظریه بنیادی آگاهی، نظریه‌هایی خواهند بود که: الف) با معیارهای فوق مطابقت داشته باشند، ب) با داده‌ها سازگار باشند، ج) دارای قدرت اعتباری باشند، و ج) ظرافت داشته باشند. اگرچه، احتمالاً ملاحظات بیش‌تری با پیشرفت علم مطرح خواهد شد.

### حدس و گمان
چالمرز تعدادی از احتمالات را بررسی می‌کند، او معتقد است که اطلاعات همواره نقشی محوری در هر نظریه آگاهی ایفا خواهد کرد. با این حال، چالمرز مطمئن نیست که آیا اطلاعات در نهایت نقشی مفهومی یا هستی‌شناختی خواهد داشت یا خیر. چالمرز بیش‌تر نقش اطلاعات را محدود می‌کند و نتیجه می‌گیرد که تنها زمانی باید به‌صورت پدیداری درک شود که به‌صورت فیزیکی محقق شود. به عبارت دیگر، سیستم اطلاعاتی باید فعال باشد (در غیر این صورت کامپیوتری که خاموش است ممکن است واجد شرایط باشد). بنابراین علیت نیز ممکن است نقش داشته باشد.

جالب این‌جاست که این گزارش از آگاهی قدرت پیش‌بینی در قلمرو نظریه کوانتومی دارد. برای مثال، به ایرادهای واردشده توسط فیزیک‌دان راجر پنروز در مورد تفسیر جهان‌های متعدد مکانیک کوانتومی می‌پردازد:
من نمی‌دانم که چرا یک موجود آگاه باید فقط از «یکی» از گزینه‌های برهم‌نهی خطی آگاه باشد. چه چیزی در مورد آگاهی‌ها وجود دارد که می‌گوید آگاهی نباید از آن ترکیب خطی وسوسه‌انگیز یک گربه مرده و یک گربه زنده «آگاه» باشد؟ به نظر من یک تئوری آگاهی لازم است تا بتوان جهان‌بینی بسیاری را با آنچه که در واقع مشاهده می‌کند تطبیق داد.
گزارش قبلی چالمرز از آگاهی، چنین نظریه‌ای است. این دیدگاه بسیاری از جهان‌ها را بدون شک ظریف‌ترین تفاسیر مکانیک کوانتومی (از دیدگاه ریاضی) می‌سازد، هرچند که تفسیری غیرمعمول است.

## بازخورد
ذهن آگاه تأثیر قابل‌توجهی بر فلسفه ذهن و مطالعه علمی آگاهی داشته‌است، همان‌طور که با تمایز مسئله دشوار خودآگاهی چالمرز که به اصطلاح استاندارد در زمینه‌های فلسفی و علمی مربوطه تبدیل شده‌است، مشهود است. چالمرز از موفقیت این کتاب ابراز حیرت کرده و نوشته‌است که «بیش‌تر از آنچه من انتظار داشتم مورد توجه قرار گرفته‌است.»

### ستایش‌ها
دیوید لوئیس از طرف‌داران ماتریالیسم است که نظرات او بارها در سرتاسر ذهن آگاه مورد انتقاد قرار گرفته‌است. با وجود این، او لوئیس چالمرز را به‌خاطر درکش از موضوع و به‌خاطر یادآوری «چند نکته» به منتقدانش که «قبلاً به آن‌ها اشاره نکرده‌است» ستایش می‌کند. لوئیس کتاب «ذهن آگاه» را «بسیار جاه‌طلب و فوق‌العاده موفق» توصیف کرده و آن را «بهترین کتاب در فلسفه ذهن برای سال‌ها» می‌داند.
استیون پینکر از ذهن آگاه به‌عنوان «سهم برجسته» در مطالعات آگاهی ستایش کرده و بیان می‌کند که چالمرز تز خود را «با وضوح و دقت بی‌عیب و نقص» استدلال می‌کند.

### نقدها
پاتریشیا چرچلند و پل چرچلند ادعای چالمرز را مورد انتقاد قرار داده‌اند؛ که همه چیز به‌جز آگاهی به‌طور منطقی بر امور فیزیکی غالب است و چنین شکست‌های برتری به این معنی است که ماتریالیسم باید نادرست باشد. برای مثال، گرما و لومینسانس، هر دو ویژگی فیزیکی هستند که به‌طور منطقی بر روی پدیده‌های فیزیکی تأثیر می‌گذارند. برخی دیگر این فرض را زیر سؤال برده‌اند که مستلزم پیشینی برای نظارت منطقی لازم است.
دنیل دنت، چالمرز را «ارتجاعی» نامیده‌است و فراخوانی زامبی‌های فلسفی را «مایه شرم‌ساری» می‌نامد. به گفته او، این آزمایش فکری به یک «قوز» بستگی دارد و امصادره به مطلوب است. او استدلال می‌کند که ماهیت مرموز آگاهی چیزی بیش از یک توهم شناختی نیست، و فیلسوفان باید «زامبی‌مانند یک سیب زمینی داغ» را رها کنند.

## بررسی‌های کتاب
ذهن آگاه در مجلاتی مانند مجله ذهن و رفتار (The Journal of Mind and Behavior), ذهن، پزشکی روان‌شناسی (Psychological Medicine), مبانی فیزیک (Foundations of Physics) و مجله استرالیایی بررسی کتاب‌ها (Australian Review of Books) مرور شده‌است. این کتاب توسط ساندی تایمز به‌عنوان «یکی از بهترین کتاب‌های علمی سال» توصیف شد.

## برای مطالعه بیش‌تر
- مقالاتی در مورد آگاهی دیوید چالمرز
- Qualia غایب، Fading Qualia و Dancing Qualia دیوید چالمرز
- خفاش بودن چگونه است؟ توماس ناگل
- آگاهی (دانشنامه فلسفه استنفورد)
- معناشناسی دوبعدی (دانشنامه فلسفه استنفورد)